# Critó de Piera
Critó de Piera (en llatí Criton, en grec antic Κρίτων "Kríton") fou un historiador grec nascut a Pièria, a Macedònia.
Va escriure diversos llibres històrics i descriptius titulats Παλληνικά, Συρακουσῶν κτίσις, Περσικά, Σικελικά, Συρακουσῶν περιήγησις, i περὶ τῆς ἀρχῆς τῶν Μακεδόνων, segons la llista que proporciona Suides, que també menciona separadament un altre historiador de nom Critó (Κρίτων ἔγραψεν ἐν τοῖς Γετικοῖς) que no se sap si és la mateixa persona.